# Catherine Stephens

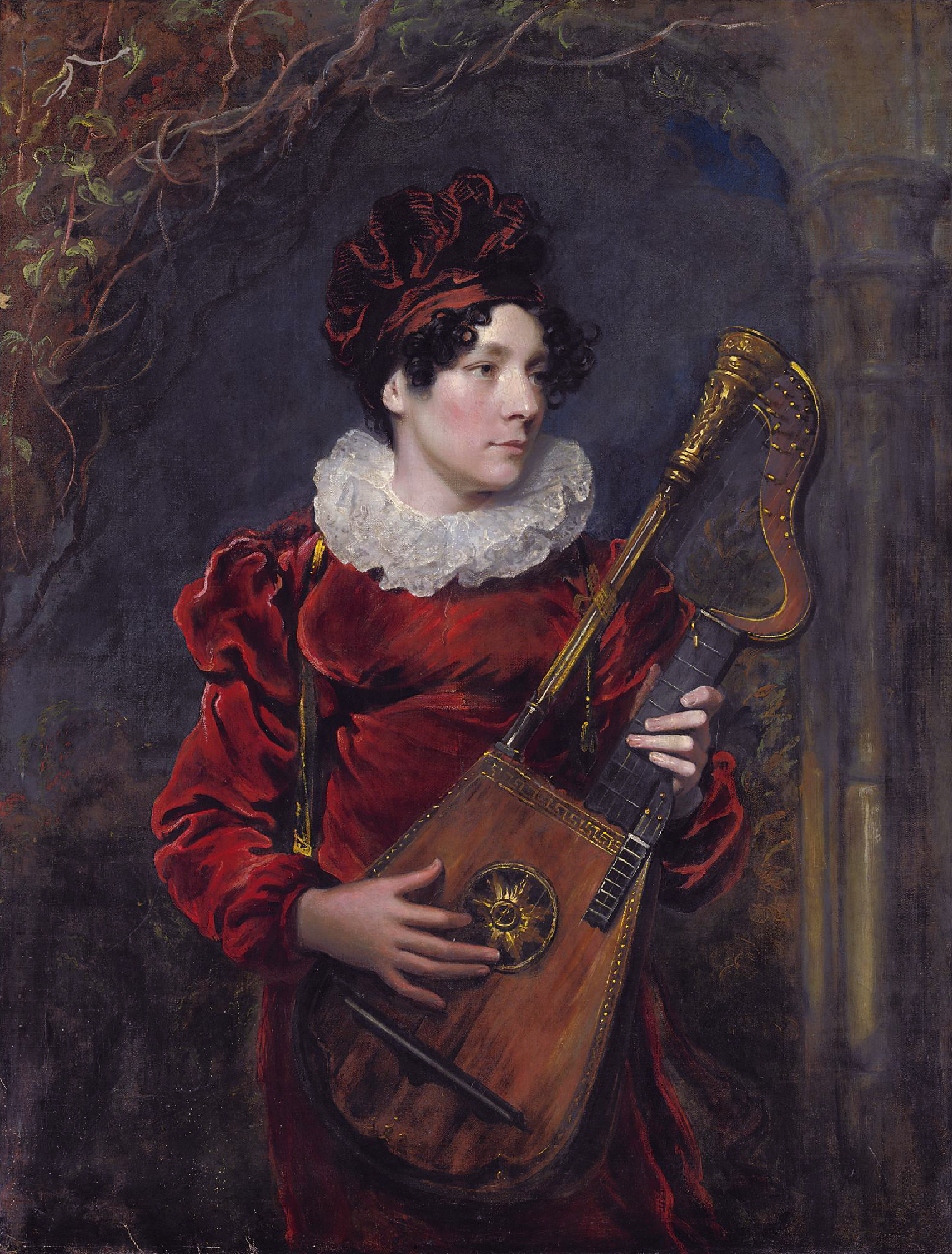
Kitty Stephens, plus tard comtesse d'Essex (George Henry Harlow)

Catherine Stephens, comtesse d'Essex (18 septembre 1794 – 22 février 1882) est une chanteuse d'opéra et actrice anglaise.

## Jeunesse

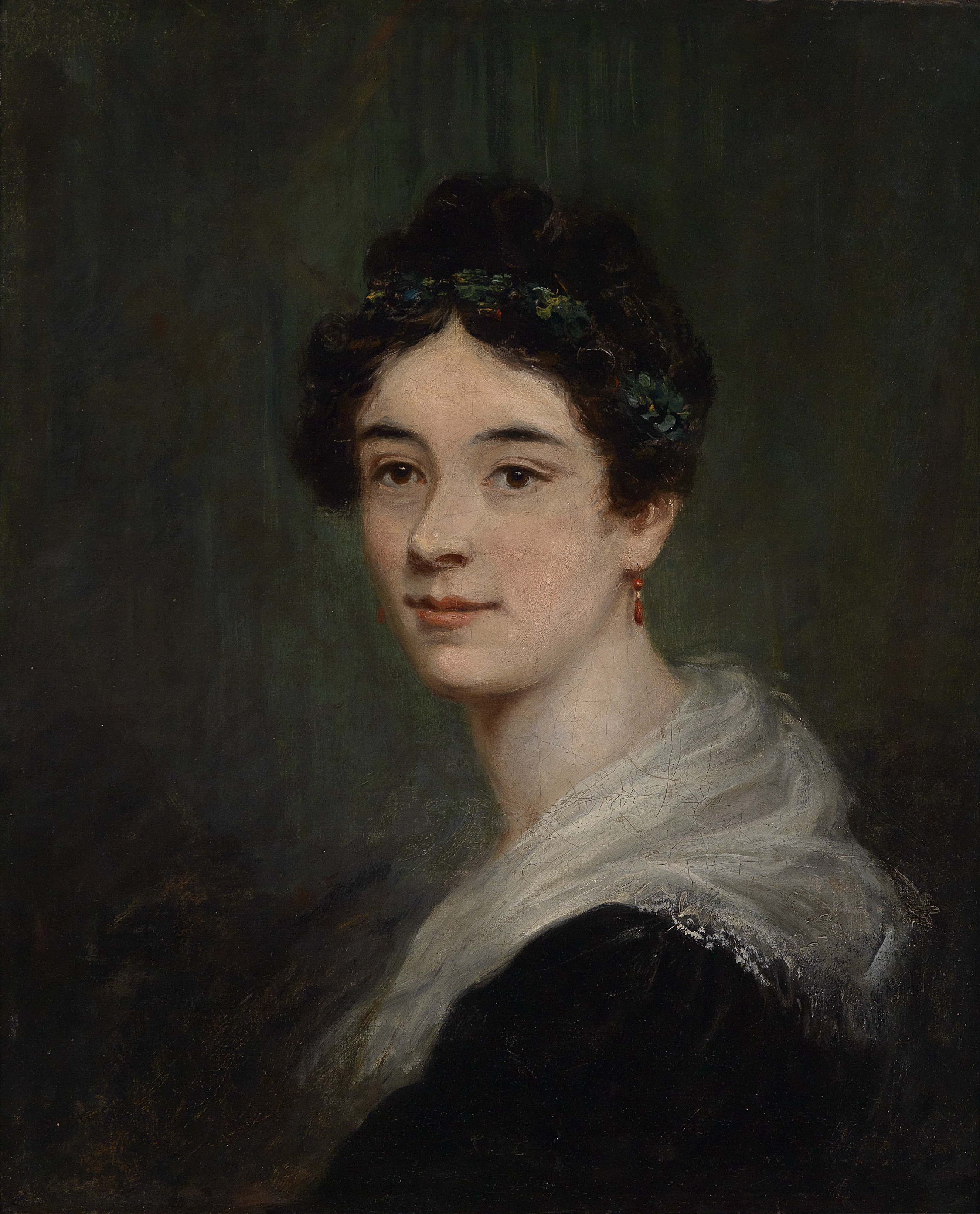
Portrait de Catherine Stephens, attribué à Martin Archer Shee

Stephens est la fille d'Edward Stephens, un sculpteur et doreur de Park Street, Grosvenor Square, à Londres, née le 18 septembre 1794. En 1807, après avoir montré, à l'instar de ses sœurs aînées, certaines aptitudes musicales, elle est placée sous la direction de Gesualdo Lanza (en), avec qui elle reste cinq ans. Elle chante à Bath, Bristol, Southampton, Ramsgate, Margate et d'autres endroits, apparaissant au début de 1812 au Panthéon en tant que membre d'une compagnie d'opéra italienne, dirigée par Teresa Bertinotti. À la fin de son engagement auprès de Lanza, en 1812, son père la place comme élève chez Thomas Welsh (composer) (en) et elle chante de façon anonyme, les 17 et 19 novembre à Manchester.

## Carrière
Le 23 septembre 1813, elle apparaît à Covent Garden dans le rôle de Mandane dans Artaxerxès, obtenant un remarquable succès, en particulier dans les airs Checked by duty, racked by lover et The soldier tired of war's alarms. Elle est  comparée à Angelica Catalani et Elizabeth Billington. Le 22 octobre, elle chante le rôle de Polly dans L'Opéra du gueux, puis le 12 novembre, Clara dans The Duenna (en) et Rosetta dans Love in a Village (en). Lanza et Walsh ont tous deux revendiqué l'honneur de lui avoir enseigné. Lors du concert de musique classique, en mars 1814, elle est la soprano principale, et elle chante plus tard dans l'année dans les festivals de Norwich et de Birmingham.
À Covent Garden, où elle est restée avec peu d'interruptions, de sa première apparition, en 1813, jusque vers 1822, elle a d'abord reçu 12 £ par semaine ; ce fut ensuite 20 £ puis 25 £ par semaine.

### De 1813 à 1818
Le 1er février 1814, elle crée le rôle de Mme Cornflower dans le Farmer's Wife de Charles Dibdin the younger (en). Elle joue Ophélie  dans Hamlet dirigée par John Philip Kemble, et pour la première fois, le 21 mars, crée le personnage de la chanson de Mad Bess, pour lequel elle est sifflée. Elle joue Mathilde dans Richard Cœur de Lion, et le 31 mai, dans le rôle de Desdémone dans Othello, chante l'air Ma mère avait une servante appelée Barbara. Le 1er février 1815, elle crée Donna Isidora dans Brother and Sister ; de William Dimond, le 7 avril Donna Orynthia dans le Noble Outlaw, crée Love's Pilgrimage de Beaumont et Fletcher ; et le 7 juin Eucharis dans Télémaque.
La saison suivante, elle est Sylvia dans Cymon, Hermia dans Midsummer night's Dream, Imogen, Cora dans Columbus, et le 12 mars 1816, la première Lucy Bertram dans l'adaptation de Daniel Terry de Guy Mannering. Le 23 septembre, elle crée Sophia Fidget dans Yours or Mine posthume de John Tobin (dramatist) (en) , le 12 novembre Zelinda dans Slave de Thomas Morton, le 27 février 1817 Laurina dans Heir of Vironi, le 15 avril Rosalind dans Conquest of Taranto de Dimond, le 20 mai Zerlina dans Libertine d'Isaac Pocock (en), puis elle joue Eudocia dans Humorous Lieutenant et Peggy dans Gentle Shepherd. Parmi les créations originales se démarque Diana Vernon dans Rob Roy Macgregor d'Isaac Pocock. Elle a également joué Cowslip dans l' Agreeable Surprise.

### 1819 à 1828
Dans la première production des Noces de Figaro , le 6 mars 1819, elle joue Susanna pour le Figaro de John Liston (en), et dans la première de Heart of Midlothian  par Daniel Terry, le 17 avril, elle joue Effie Deans. Le 14 décembre, elle joue Adriana dans la Comédie des Erreurs, adapté par Frederic Reynolds (en) en opéra. Dans Antiquary de Terry, le 25 janvier 1820, elle est la première Isabella Wardour et dans une adaptation de Ivanhoé, qui a suivi le 2 mars, elle est Rowena. Elle joue Florence St. Leon dans Henri Quatre, ou Paris, dans les Temps Anciens. Dans Don John, or the Two Violettas, le 20 février 1821, un opéra de Reynolds, inspiré par Chances, modifié à partir de Fletcher par le Duc de Buckingham, elle est la deuxième Violetta. Elle joue Dorinda dans The Tempestde John Dryden. Le 14 février 1822, elle crée la première Annot Lyle dans Montrose or the Children of the Mist. Le 11 mai 1822, elle joue Nourjadee dans la production de George Colman le Jeune, Law of Java[réf. nécessaire].
La saison suivante, moins heureuse, elle rejoint Robert William Elliston (en) au théâtre de Drury Lane. Pour son bénéfice, le 27 avril 1823, elle joue Annette dans le Lord of the Manor. Dans Philandering, de Samuel Beazley (en),  le 13 janvier 1824, elle crée la première Emile, et dans la version opéra de Reynolds des Joyeuses Commères de Windsor, le 20 février, Madame Ford. Dans une production d'une version anonyme de Faust, le 16 mai 1825, elle joue Adine (Margaret). Malvina dans Malvina de George Macfarren (en) le 28 janvier 1826 ; Edith Plantagenet dans Knights of the Cross, le 29 mai. Gulnare dans Englishmen in India de Dimond le 27 janvier 1827. La saison suivante, elle est de nouveau, à Covent Garden, où elle joue Blanch Mackay, dans Carron Side, ou la Fête Champêtre, le 27 mai 1828[réf. nécessaire].

### Chanteuse de concert
La réputation de Stephens à l'opéra était grande, elle était encore plus élevée comme chanteuse de concert. Elle chante avec Jean Duruset à Dublin en juillet 1821, et de nouveau en 1825 ; et à Édimbourg en 1814. Elle a également chanté à Liverpool et à d'autres endroits. Jusqu'à sa retraite, en 1835, elle a joué lors de concerts et de festivals.

## Fin de vie
Le 19 avril 1838, Stephens se marie avec George Capel-Coningsby, 5e comte d'Essex, un octogénaire veuf, qui est décédé le 23 avril 1839 Lady Essex lui survit quarante-trois ans, en gardant un intérêt en matière théâtrale. Elle meurt d'une bronchite, le 22 février 1882, dans la maison où elle s'était mariée, et est enterrée au cimetière de Kensal Green de Londres.

## Renommée
Stephens était bien connue pour sa belle voix de soprano, en particulier pour les ballades. 
William Hazlitt l'évoque, le 23 octobre 1813, à propos de The Beggar's Opera en ces termes : 
« L'innocente et aimable Polly trouva un représentant des plus intéressants chez Mlle Stephens. Son jeu était simple, naturel, gracieux et plein de tendresse. Ses notes, bien que basses, et convenant à la douceur du personnage, étaient distinctes et variées avec une grande souplesse »
Edmund Kean écrit sa première critique sur elle dans le Morning Chronicle, comme la seule favorite qu'il avait. Après l'audition de son rôle de Polly et de Mandane, Leigh Hunt déclare qu'« elle est unique sur scène, et laisse la concurrence loin derrière » ; Thomas Talfourd (en) se rappelle, le jour où il l'a entendue, « qu'elle envoie un flux de ces délicieux sons qu'il n'avait jamais pensé sortir de la bouche humaine ». William Oxberry (en) lui a tressé des éloges. Un portrait peint par John Jackson est accroché dans la National Portrait Gallery, à Londres ; un autre, par Dewilde, dans le rôle de Mandane dans Artaxerxès, est dans la Mathews collection du Garrick Club, qui contient un portrait anonyme. [réf. nécessaire]

## Homonymie
Une Miss Stephens, peut-être une sœur aînée, récolte, comme Polly dans le Beggar's Opera, un succès dès sa première apparition sur la scène le 29 novembre 1799, et joue en 1800 et 1801 Sophia dans l'Âge de demain, Violetta dans Egypte Festival, Blanche en Mme Plowden dans Virginie, Rosetta dans l'Amour, dans Un Village, et d'autres pièces.